# Xastra
xastra (शास्त्र, IAST: Śāstra) é uma palavra em sânscrito que significa "preceito, regras, manual, compêndio, livro ou tratado" em um sentido geral. A palavra é geralmente usada como um sufixo no contexto da literatura indiana, para o conhecimento técnico ou especializado em uma área definida de prática.